# Amöboides Olivinaggregat
Ein Amöboides Olivinaggregat ist ein Kristallaggregat im Millimeterbereich, das sich aus hochschmelzenden, refraktären Mineralen zusammensetzt (vorwiegend Olivin). Die Aggregatform tritt als Einschluss in den meisten kohligen Chondriten auf. Sie ist meist amöbenartig ausgebildet, kann aber auch die Gestalt von Chondren annehmen.

## Etymologie
Der Begriff Amöboides Olivinaggregat wird meist im Plural verwendet. Die ursprüngliche Bezeichnung im Englischen lautet amoeboid olivine aggregate oder abgekürzt AOA. Das Eigenschaftswort amöboid leitet sich hierbei von Amöben ab, an deren Aussehen und an deren Pseudopodien die Mineralansammlung erinnert. Das Mineral Olivin gehört zur silikatischen Olivingruppe und trägt seinen Namen aufgrund seiner olivgrünen Färbung. Aggregat hat seine Wurzel im Lateinischen Verb aggregāre mit der Bedeutung „zusammenkommen, ansammeln“.

## Geschichtliches
Amöboide Olivinaggregate (AOAs) wurden erstmals im Allende-Meteoriten – einem CV-Chondriten – von Lawrence Grossman und Ian M. Steele im Jahr 1976 entdeckt. Nur drei Jahre später im Jahr 1979 folgten sodann die Arbeiten von Miryam Bar-Matthews, Glenn MacPherson und Lawrence Grossman. und von Lawrence Grossman und Kollegen. Alan Kornacki und John Wood bearbeiteten AOAs im Jahr 1984 und Akihiko Hashimoto und Lawrence Grossman im Jahr 1987.
Neuere wichtige Arbeiten über AOAs stammen von Alexander Krot und Kollegen aus dem Jahr 2004, von Josefine Nanne und Kollegen aus dem Jahr 2019 und von Zachary Torrano und Kollegen aus dem Jahr 2023. Eine bedeutende Modellvorstellung wurde von Christian Jansen und Kollegen 2024 entwickelt.

## Auftreten

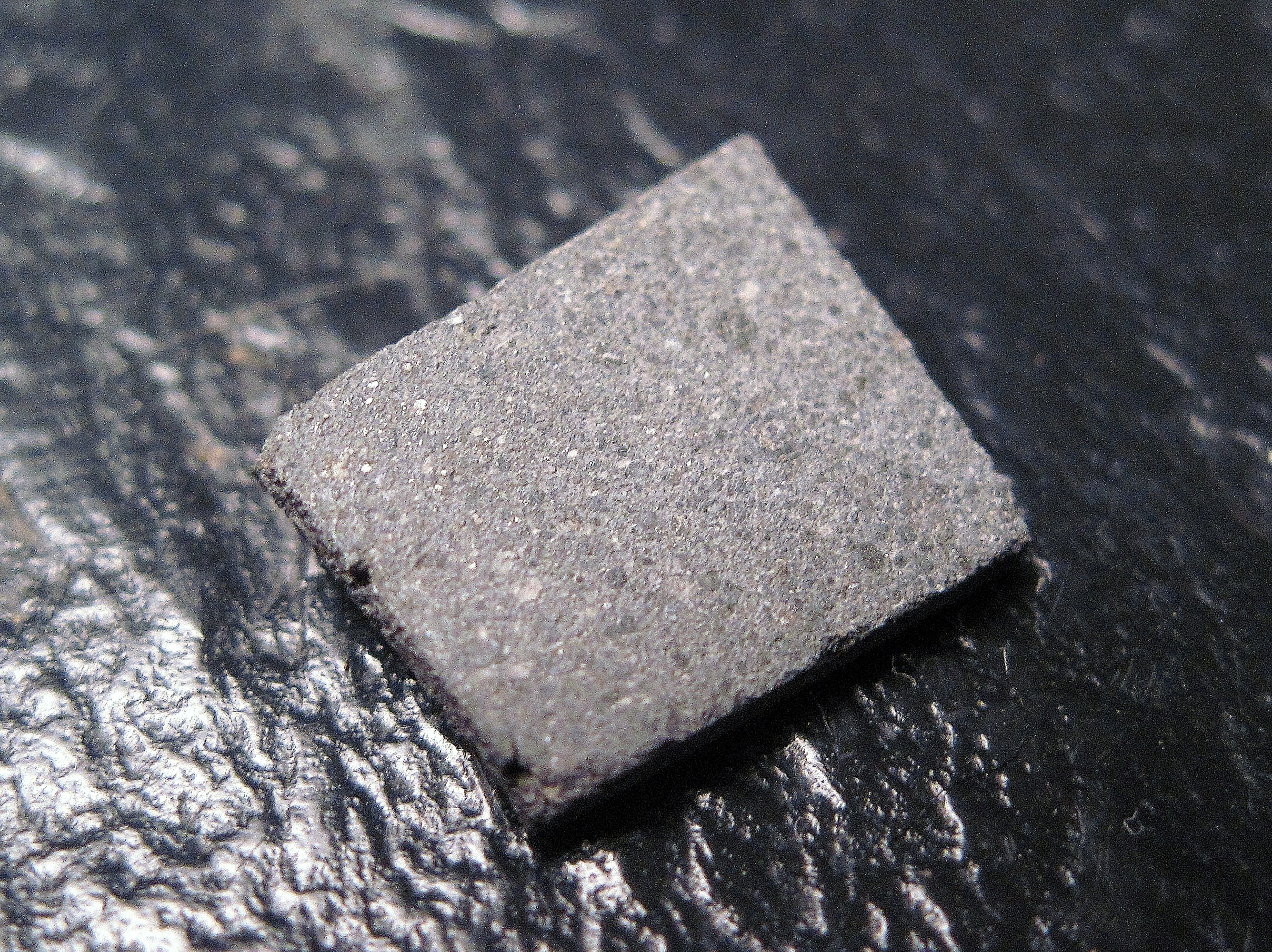
Der Moss-Meteorit enthält AOAs, die kleiner als 1 Millimeter sind

Amöboide Olivinaggregate treten neben CAIs als refraktäre Einschlüsse – welche in etwa 10 Volumenprozent einnehmen – in fast allen kohligen Chondriten auf, und zwar in den Gruppen CM, CR, CH, CV und CO. Sie erscheinen auch in den ungruppierten kohligen Chondriten Acfer 094 und Adelaide. In den CB-Chondriten werden amöboide Olivinaggregate nur in der Untergruppe CBb angetroffen (im Meteorit Hammada al Hamra 237 war nur ein AOA vorhanden), jedoch nicht in der Untergruppe CBa (sie finden sich daher nicht in den Meteoriten Bencubbin, Gujba und Weatherford).

### Vorkommen in kohligen Chondriten
Anbei eine Auswahl von AOA-Vorkommen, nach Gruppen geordnet:
- CV-Chondrite: Typspezimen Allende, Kaba, Efremovka, Leoville und Vigarano
- CM-Chondrite: Murchison
- CO-Chondrite: Ornans, Colony, Felix, Isna, Kainsaz, Lancé, Rainbow, Warrenton
- CR-Chondrit: NWA 739
- CH-Chondrit: NWA 770
- CB-Chondrit: Hammadah al Hamra
- ungruppiert: Acfer 094, Adelaide

## Einführung
Amöboide Olivinaggregate sind eng mit Calcium-Aluminium-reichen Einschlüssen assoziiert. CAIs gelten als die ersten Festkörper, die sich in der Protoplanetaren Scheibe gebildet hatten und markieren somit den Beginn des Frühen Sonnensystems vor rund 4568 Millionen Jahren (T0). Es wird angenommen, dass CAIs aus dem Gas des Sonnennebels (mit solarer Zusammensetzung) bei 1370 K (bzw. rund 1100 °C) auskondensierten – möglich ist aber auch, dass sie Wiederaufschmelzungsprodukte von älteren Kondensaten darstellen.
Im Vergleich zu den CAIs haben Amöboide Olivinaggregate bisher wesentlich weniger an Aufmerksamkeit auf sich gezogen, obwohl sie ebenfalls zu den refraktären Einschlüssen gehören. AOAs sind Mikro-, Milli- bis Zentimeter-große Objekte, die vorwiegend aus Forsterit, Metall und CAI-ähnlichem Material aufgebaut werden. AOAs stellen die häufigsten refraktären Einschlüsse in CM-, CR-, CV- und CO-Condriten.

## Petrologie

### Allgemeines
Die meisten AOAs sind unregelmäßig geformte, feinkörnige und poröse Objekte, die augenscheinlich einem extensiven Aufschmelzvorgang entgangen waren. Einige der AOAs sind aber auch abgerundet, grobkörnig und kompakt – was seinerseits sehr wahrscheinlich auf einen thermischen Prozess wie Glühen, Rekristallisation und eventuell sogar auf Schmelzen zurückzuführen ist. Gefügekundlich gibt es aber keinen Beweis, dass AOAs je vollkommen aufgeschmolzen waren. Anders jedoch bei einigen CAIs, deren abgerundete und kompakte Formen eine Kristallisation aus Schmelzen durchaus nahelegen.
Amöboide Olivinaggregate ähneln sowohl petrographisch als auch isotopisch Forsterit-reichen Akkretionsrändern von CAIs der Typen A (kompakt und flauschig), B (feinkörnig), sowie der feinkörnigen, spinellreichen Varietäten. Auch sind sie generell mit Spinell-Pyroxen-Anorthit-führenden CAIs assoziiert. Diese Sachverhalte zusammen mit ihren ähnlichen Sauerstoffisotopenzusammensetzungen werden allgemein dahin interpretiert, dass AOAs und CAIs genetisch eng miteinander verwandt sind. Darüber hinaus besteht eine Übereinstimmung zwischen den mineralogischen und chemischen Zusammensetzungen der AOAs mit thermodynamischen Gleichgewichtsberechnungen anhand von Kondensationsmodellen des Sonnennebels. Diese legen nahe, dass AOAs durch Gas-Festkörperkondensation entstanden waren, die aber mit rund 1200 bis 1384 ° K tieftemperierter war und etwas unterhalb der CAI-Kondensationen lag.
Möglicherweise sind AOAs auch Vorläuferkomponenten von Chondren. Dennoch sind die genauen physikalischen Gegebenheiten und auch die zeitlichen Abläufe der AOA-Entstehung noch nicht restlos geklärt – und auch die Beziehungen zu anderen Chondritenkomponenten sind nach wie vor unklar.

### Mineralogie
Amöboide Olivinaggregate primitiver Chondrite bestehen aus drei Hauptkomponenten: 
- Forsterit
- metallisches Eisen-Nickel und
- CAIs.

Es bestehen signifikante Abweichungen in den modalen Häufigkeiten dieser drei Komponenten, aber auch in der modalen Mineralogie und in den Gefügen der CAIs. Letztere bestehen aus Al-Diopsid, Anorthit, Spinell und seltenem Melilith – unabhängig von der jeweiligen Chondritengruppe.
AOAs in nicht veränderten oder metamorphosierten kohligen Chondriten werden vorwiegend aus Forsterit aufgebaut, genauer aus Fo≥98, sowie aus einer Eisen-Nickel-Legierung, in der Nickel einen Massenanteil von 5 bis 12 % stellt. Ihre Korngrößen schwanken generell zwischen rund 3 bis 15 Millimeter. Weitere untergeordnete AOA-Minerale sind Anorthit, Ca-reiches Pyroxen, Spinell, Melilith, Hedenbergit und Nephelin. Melilith wird typischerweise von einer feinkörnigen Mischung aus Spinell, aluminiumreichen Diopsid ± Anorthit ersetzt, Spinell jedoch von Anorthit.
Die Sekundärminerale in den AOAs aus CR-, CM-, CO- und CV-Chondriten sind den Mineralen in Chondren, in CAIs sowie in den Grundmassen ihrer Ausgangskörper sehr ähnlich. Hierzu gehören Phyllosilikate, Magnetit, Karbonate, Nephelin, Sodalith, Grossular, Wollastonit, Hedenbergit, Andradit und auch eisenreiches Olivin.
AOAs werden von Calcium-Aluminium-reichen Einschlüssen (CAIs) begleitet, die ihrerseits aus aluminiumreichen Diopsid, Spinell, Anorthit und seltenem Melilith aufgebaut werden. In etwa 10 % der AOAs wird Forsterit zu 1 bis 2 Volumenprozent von einem leicht calciumhaltigen Pyroxen ersetzt. Auch bestehen Assoziationen hin zu Olivin-reichen Chondren, die AOAs haloartig umschließen. Eine gängige Erscheinungsform von AOAs sind die bereits angesprochenen amöbenartigen Gebilde aus vereinzelten, unregelmäßigen Olivinzusammenballungen, aus denen armförmige, pseudopodienartige Ausstülpungen hervorragen können. Innerhalb der AOAs finden sich oft auch sphärische Knollen, die aus hochtemperierten Oxiden und Silikaten wie Melilith aufgebaut sind. Es hat nicht den Anschein, dass die knollenumringenden AOAs je aufgeschmolzen waren, vielmehr akkretierten sie an den Knollen zu Aggregaten innerhalb der Grundmasse.

### CAIs in AOAs
In den AOAs vorkommende CAIs zeigen einen typischen Zonenaufbau in ihrem Mineralbestand: ihr Zentralbereich besteht aus Melilith ± Spinell ± Perovskit oder aus Spinell ± Perovskit. Falls Melilith vorhanden ist, so wird er gewöhnlich durch eine feinkörnige, symplektitische Verwachsung aus Spinell, Al-Diopsid und manchmal auch Anorthit extensiv ersetzt. In Melilith-freien CAIs wird Spinell von einer feinkörnigen, symplektitischen Verwachsung aus Spinell und Al-Diopsid umringt oder von Anorthit, der seinerseits in einer monomineralischen Lage aus Al-Diopsid eingeschlossen ist. Korrosionserscheinungen treten zwischen Spinell und dem umgebenden Anorthit auf. Die Lage aus Al-Diopsid manifestiert oft eine Anreicherung an Aluminium in Richtung CAI-Kernbereiche. Gelegentlich wird sie auch von einer kompakten Forsteritschicht überwachsen.

### Bildungsabfolge
Petrographische Beobachtungen lassen die folgende Bildungsabfolge in AOA-Mineralen erkennen:
- Spinell → Melilith → aluminiumreicher Diopsid ± Spinell ± Anorthit → Forsterit + Eisen-Nickel-Metall → calciumarmes Pyroxen. Selbst wenn mineralogische Befunde klarlegen, dass feinkörnige symplektitische Verwachsungen von Al-Diopsid, Spinell und Anorthit Alterationsprodukte von Melilith darstellen, so ist diese Paragenese dennoch in guter Übereinstimmung mit der thermodynamisch bestimmten Kondensationssequenz eines Gases mit solarer Zusammensetzung bei einem herrschenden Gesamtdruck von 10−5 bar:[17]
- Melilith (1503 K) → Spinell (1371 K) → Diopsid (1323 K) → Forsterit (1318 K) → Anorthit (1293 K) → Eisen-Nickel-Metall (1290 K) → Orthopyroxen (1263 K).

Dies bedeutet, dass die Umwandlungen des Meliliths bei sehr hohen Temperaturen im Sonnennebel stattfanden.

### Gefüge
Sowohl mineralogisch als auch in ihrem Gefüge ähneln AOAs den an Forsterit-reichen Akkretionsrändern von magmatischen und nichtmagmatischen CAI-Typen – wie sie in kohligen Chondriten der Gruppen CV und CR vorkommen. Diese können daher sehr gut auch als AOAs mit einer beherrschenden CAI-Komponente eingestuft werden. 
Unterschieden werden kompakte und daunenartige Gefüge des Typus A, feinkörnige Gefüge des Typus B sowie spinellreiche Gefüge.

## Metamorphose und Metasomatose
Amöboide Olivinaggregate sind sehr feinkörnig in CO3-Chondriten. Sie eignen sich daher als sensitive Anzeiger für die Auswirkungen von Metasomatose und Metamorphose auf den Ausgangskörper dieser Meteoriten – vor allem in den Anfangsstadien.
Generell werden Olivin und Spinell (falls vorhanden) mit zunehmender Alteration und steigendem Metamorphosegrad zusehends eisenreicher.
In primitiven Kohligen Chondriten (Typus 3.0) lassen AOAs aber keinerlei Anzeichen für Alteration und thermische Metamorphose erkennen.

## Seltene Erden
Bei den Seltenen Erden zeigen die meisten AOAs in CV-Chondriten keinerlei Fraktionierung und laufen mit einer 1- bis 10-fachen Überhöhung in etwa parallel zu den CI-Chondriten. Kleinere Abweichungen hiervon zeigen einige NWA-Meteorite aus Nordwestafrika.

## Isotopen

### Chrom
Die Chromisotopen in AOA-Olivinen des Allende-Meteoriten erbrachten folgende Werte:
- für 53Cr von – 0,18 bis + 0,43
- für 54Cr von + 1,45 bis + 5,79

Die 54Cr-Werte der AOAs stimmen sehr gut mit den CAI-Werten überein, liegen jedoch eindeutig oberhalb der Kohligen Chondrite (CCs inklusive Allende) mit Werten um 1,0 bis 1,5. Darunter situieren sich Nichtkohlige Chondrite (engl. Noncarboaceous chondrites oder abgekürzt NCs) inklusive Gewöhnliche Chondrite mit Werten von 0 bis − 0,8. Erkennbar ist hier eine Dichotomie zwischen CCs und NCs, die auch bei anderen Isotopen vorhanden ist.
Die 53Cr-Werte sind bei AOAs etwas höher als bei CAIs (Durchschnittswert − 0,55). CCs (einschließlich Allende) und NCs überdecken denselben Bereich.

### Sauerstoff
Amöboide Olivinaggregate haben im Allgemeinen an 16O-reiche Zusammensetzungen, die den 16O-Gehalten in CAIs recht nahe kommen. Dies erlaubt die Schlussfolgerung, dass AOAs in einem nahezu identischen Environment des Sonnennebels herangewachsen waren. Tatsächlich finden sich in einigen AOAs die Überreste einstiger CAIs.
Mit Hinblick auf die Sauerstoffisotopen sind die AOA-Minerale Forsterit und Spinell immer reich an 16O (d. h. δ17O und δ18O zeigen eine sehr niedrige Schwankungsbreite von − 50 bis − 40 ‰ SMOW), wohingegen Melilith, Anorthit und Diopsid ein ambivalentes Verhalten an den Tag legen – sie sind in unterschiedlichem Ausmaß entweder reich an 16O oder aber verarmt. Letzterer Fall (Verarmung) findet sich vor allem bei AOAs, die aus alterierten und metamorphosierten Kohligen Chondriten stammen – wie beispielsweise einige CV- und CO-Chondriten. An Calcium verarmtes Pyroxen ist entweder reich an 16O (mit δ17O und δ18O = − 40 ‰ SMOW) oder an 16O verarmt (mit δ17O und δ18O um 0 ‰ SMOW).
Konkret fanden Christian Jansen und Kollegen für AOA-Olivine im Allende-Meteoriten folgende Sauerstoffwerte:
- für δ17O die Streubreite − 48,1 ± 1,9 bis − 35,1 ± 4,8 ‰ SMOW
- für δ18O die Streubreite − 47,0 ± 0,8 bis − 37,5 ± 5,4 ‰ SMOW
- für Δ17O einen Mittelwert von − 22,3 ± 2,8 ‰ SMOW.

Im Dreiisotopendiagramm des Sauerstoffs plotten AOA-Olivine weit unterhalb der terrestrischen Fraktionierungslinie TFL. Sie liegen vielmehr auf der PCM (engl. primitive chondrite mineral line) und überlappen auf dieser mit den CAIs, sind jedoch weit vom oberhalb liegenden Allende-Ausgangskörper entfernt.
Christian Jansen und Kollegen geben für Δ17O bei CAIs und AOAs einen Mittelwert von − 22,0 an. Die Kohligen Chondrite (mit dem Allende-Meteoriten) und auch die Nichtkohligen Chondrite liegen wesentlich höher – Allende situiert sich bei – 4,0, die CCs bei − 4,0 bis 0 und die NCs bei − 2,0 bis + 2,0.

### Titan
Bei den Titanisotopen in AOA-Olivinen des Allende-Meteoriten ergaben sich folgende Werte: 
- für ε46Ti + 0,52 bis + 1,73 (Durchschnittswert 1,35)
- für ε48Ti − 0,15 bis + 0,50 und
- für ε50Ti + 6,14 bis + 10,12 (Durchschnittswert 8,0).

Die Titanisotopenanomalien der AOAs lassen sich kaum von den Titanisotopenanomalien in den CAIs unterscheiden. Ihre Werte setzen sich aber deutlich vom Ausgangskörper des Allende-Meteoriten sowie von den Kohligen Chondriten (CCs) und den Nichtkohligen Chondriten (NCs) ab, die alle deutlich niedriger liegen. Auch hier ist die Dichotomie zwischen CCs und NCs deutlich zu erkennen (so zeigen bei den NCs sowohl ε46Ti als auch ε50Ti negative Werte, abgesetzt und unterhalb der CCs). Bei ε50Ti haben laut Christian Jansen und Kollegen CAIs einen Durchschnittswert von + 9,2, die AOAs liegen mit + 7,9 etwas niedriger. Der Allende-Meteorit plottet bei + 3,6 und die CCs zwischen + 1,8 und + 4,0. Erneut deutlich abgesetzt die NCs mit einer Streuung von − 2,2 bis + 0,2. Die CV-Chondriten manifestieren hier einen enormen Streubereich von − 2,3 bis + 8,5.

## Entstehung
Die amöboiden Olivinaggregate und auch die Forsterit-reichen Akkretionsränder sind wahrscheinlich Dampf-Erstkondensate aus Forsterit, Eisen-Nickel und CAIs, die sich im Sonnennebel in Gegenwart eines an 16O angereicherten Gases zusammenballten. Einige der CAIs waren aber noch vor der Zusammenballung aufgeschmolzen und haben daher Wark-Lovering-Ränder ausgebildet.
Vor und wahrscheinlich auch noch nach der Aggregation haben Melilith und Spinell der CAIs mit SiO (Siliciummonoxid) und dem Magnesium des an 16O angereicherten Gases reagiert und es entstand aluminiumreicher Diopsid und Anorthit. Der Forsterit bestimmter AOAs reagierte ebenfalls mit dem an
16O angereicherten SiO und es entstand an Calcium ärmeres Pyroxen.
Andere AOAs wurden sodann erneut aufgeheizt und fingen an, unterschiedlich stark inmitten eines jetzt an 16O abgereicherten Gases aufzuschmelzen. Dies fand wahrscheinlich noch während der Chondrenentstehung statt. Die am weitesten aufgeschmolzenen AOAs haben sich sodann isotopisch mit dem an 16O abgereicherten Gas reäquilibriert und konnten somit zu magnesiumreichen Chondren umgewandelt werden.

### Kondensation
Refraktäre Einschlüsse in Chondriten wie Amöboide Olivinaggregate und CAIs waren die ersten Festkörper, die sich im Frühen Sonnensystem gebildet hatten. Die Isotopenzusammensetzung der CAIs unterscheidet sich aber von der Gesamtzusammensetzung der Meteoriten. Ursachen hierfür sind entweder extreme physikochemikalische Prozesse an den präsolaren Überträgern im Entstehungsbereich der CAIs oder eine ererbte Heterogenität in der solaren Molekülwolke. AOAs sind weitaus weniger refraktär als CAIs und überliefern uns daher, wie sich die Isotopenzusammensetzung der Festkörper in der Protoplanetaren Scheibe in Zeit und Raum veränderte. Dennoch liegt die ursprüngliche Zusammensetzung der AOAs sowie ihr Bezug zur Zusammensetzung der CAIs und den sich später bildenden Festkörpern (wie Chondren) noch im Verborgenen. 
Neue Isotopendaten von Sauerstoff, Titan und Chrom sind hilfreich, dieses Dunkel zu lüften. Sie lassen erkennen, dass CAIs und AOAs eine gemeinsame Isotopenzusammensetzung teilen und somit auf ein gemeinsames genetisches Bindeglied sowie auf eine Entstehung aus demselben Isotopenreservoir hinweisen. Da AOAs niedrigschmelzender sind als CAIs, lässt sich dies nur schwer mit einer rein thermischen Prozessierung der Isotopenanomalien erklären. Eine Abhilfe kann eine Modellvorstellung liefern, welche davon ausgeht, dass CAIs und AOAs die Isotopenzusammensetzungen der Sonne wiedergeben. Die Heterogenitäten in den Nukleosyntheseisotopen des Sonnensystems wiederum werden vorwiegend durch eine Vermischung der Sonnennebelkondensate bewirkt, welche ihre jeweiligen individuellen Isotopensignaturen durch das zeitlich variable Einfallen aus dem protosolaren Nebel heraus erhalten hatten.

## Alter
Für das Alter von Amöboiden Olivinaggregaten bestehen bisher nur drei Aluminium-Magnesium-Alter. AOAs sind sowohl in ihren Eigenschaften als auch in ihren Zusammensetzungen intermediär zwischen CAIs und Chondren. Die vorläufigen Altersmessungen lassen vermuten, dass AOAs etwa eine Halbwertszeit (bzw. 700.000 Jahre) nach den CAIs entstanden waren und somit eventuell die zeitliche Lücke zwischen CAIs und Chondren ausfüllen. Das initiale 26Al in AOAs deutet seinerseits darauf hin, dass sich die Aggregate noch vor den Chondren gebildet hatten – im Zeitraum 100.000 bis 500.000 Jahre nach Entstehung der CAIs.

## Zusammenschau
Die Amöboiden Olivinaggregate und auch die Forsterit-reichen Akkretionsränder sind wahrscheinlich durch eine Zusammenballung von Erstkondensaten aus dem Sonnennebel hervorgegangen – Forsterit, Eisen-Nickel und Calcium-Aluminium-reiche Einschlüsse. Die Erstkondensation hatte in einem an 16O angereicherten Gas stattgefunden. Jedoch waren einige der CAIs noch vor der Zusammenballung aufgeschmolzen worden und hatten Wark-Lovering-Ränder ausgebildet. Vor und wahrscheinlich auch nach der Zusammenballung hatten die in den CAIs enthaltenen Melilithe und Spinelle mit dem Siliciummonoxid und dem Magnesium des an 16O angereicherten Gases reagiert und so konnte aluminiumreicher Diopsid und Anorthit entstehen. Gleichermaßen reagierte der Forsterit in bestimmten AOAs mit an 16O angereicherten Siliciummonoxid unter Bildung von calciumarmen Pyroxen. Andere AOAs wiederum wurden sodann erhitzt und teilweise aufgeschmolzen –  jedoch jetzt in einem an 16O abgereicherten Gas. Dieser Vorgang hatte sich wahrscheinlich zeitgleich mit der Chondrenbildung ereignet. Die am vollständigsten aufgeschmolzenen AOAs konnten sich dann isotopisch mit dem mittlerweile an 16O abgreicherten Gas reäquilibrieren und somit zu magnesiumreichen Chondren umgewandelt werden.
Die Sekundärminerale und zumindest auch ein Teil der isotopischen Sauerstoffreäquilibrierung in den AOS alterierter und metamorphosierter Meteorite sind zweifellos auf eine Umwandlung durch wässrige Lösungen zurückzuführen. Die hydrothermale Umwandlung war aber erst nach der Zusammenballung und Lithifikation in den Ausgangskörpern der Kohligen Chondrite erfolgt.
Trotz petrologischer und chemischer Beweise für eine kontinuierliche Entwicklung der Sonnennebelkondensate von CAIs hin zu AOAs und weiter zu Chondrenvorläufern, besteht dennoch eine Entkopplung zwischen dem Vorläufermaterial der CAIs und AOAs einerseits und den Chondren andererseits. Diese Entkopplung hängt anscheinend mit einer Änderung der Isotopenzusammensetzung verfestigten Materials innerhalb der protoplanetarischen Scheibe zusammen. Die Änderung findet ihren Ausdruck in einem Wechsel von 50Ti und 54Cr-reichen Bedingungen hin zu 50Ti und 54Cr-ärmeren Zusammensetzungen.
Gemäß der Modellvorstellung nach Josefine Nanne und Kollegen (2019) entstehen CAIs in Sonnennähe durch die Evaporation einfallender Materie aus dem Sonnennebel. Das visköse Abfließen des Scheibengases aus dem Zentrum heraus bewirkt eine Abkühlung, weswegen zuerst CAIs und sodann AOAs kondensieren. Auch liegt die Kondensationsfront der CAIs näher am Sonnenzentrum als die Kondensationsfront der AOAs. Beide Kondensate werden durch die schnelle radiale Expansion der Scheibe nach außen verfrachtet. Die Isotopenverhältnisse für 54Cr und 50Ti sind hoch und liegen bei + 6 und respektive bei + 9.
Im inneren Bereich der Scheibe geht das Einfallen von Materie weiter, deren Zusammensetzung sich jetzt aber ausgehend von der CC-Komponente in Richtung NC-Komponente ändert.  Hochtemperaturkondensate bilden sich nach wie vor in Sonnennähe, haben aber jetzt eine NC-Isotopenzusammensetzung vorzuweisen. Die Isotopenverhältnisse für 54Cr und 50Ti sind jetzt niedrig und liegen bei − 1 und respektive bei – 2. Zu diesem Zeitpunkt erfasst der Materialeinfall auch von der Sonne abgelegenere Scheibenbereiche – ist aber wegen der großen sonnenabgelegenen Entfernung und der niedrigeren herrschenden Temperatur nicht vollständig verdampft. Dieses Material stellt den Hauptvorläufer von Chondren mit CC-Komponente – seine Isotopenzusammensetzung ist jedoch aufgrund seines Abdriftens aus dem inneren Scheibenbereich von der NC-Komponente geprägt. Schließlich bewirkte die Vermischung der verschiedenen Komponenten mit ihren charakteristischen Isotopenzusammensetzungen eine isotopische Heterogenität unter den Chondrenvorläufern.